# Kvantteleportering
Kvantteleportering är en process genom vilken information om kvanttillståndet för, till exempel, en foton kan överföras (i princip exakt) till en foton på en annan plats med hjälp av en kombination av kvantsammanflätning och klassisk kommunikation. Processen förutsätter att det före kommunikationen finns partiklar på den sändande och mottagande platsen som är kvantmekaniskt sammanflätade med varandra. Eftersom processen använder klassisk kommunikation, som inte kan gå fortare än ljusets hastighet i vakuum, kan den inte användas för transport eller kommunikation med överljushastighet. Den kan heller inte användas för att göra kopior av ett system, eftersom det bryter mot icke-kloningsteoremet. Även om namnet är inspirerat av teleportering som används flitigt i science fiction så överträffar fiktionen dagens teknik avsevärt. Även om tillstånd för enstaka atomer har teleporterats,
så har molekyler eller något större, till exempel levande ting, inte det. Man kan tänka på kvantteleportering som en typ av kommunikation. Det ger ett sätt att transportera en kvantbit från en plats till en annan, utan att faktiskt flytta någon fysisk partikel.
Den vetenskapliga artikel som först tog upp idén teoretiskt publicerades av C. H. Bennett , G. Brassard , C. Crepeau , R. Jozsa , A. Peres och W. K. Wootters 1993. 
Sedan dess har kvantteleportering förverkligats experimentellt i olika fysiska system. För närvarande är rekordavståndet för kvantteleportering 143 km med fotoner och 21 m med materiella system.
Den 11 september 2013 lyckades Furusawa-gruppen vid Tokyos universitet för första gången i världen visa fullständig kvantteleportering av fotoniska kvantbitar med hybridteknik.

## Populärvetenskaplig beskrivning
Kvantteleportering är en teori om och metod för att återskapa det exakta kvanttillståndet för en partikel eller ett system av partiklar, i regel på annan plats än originalet. Det genomförs med hjälp av kvantsammanflätade partiklar samt en kanal för klassisk information från det ursprungliga systemet.
Kvantteleportering innebär att källsystemet förstörs när information om det samlas in, varefter en exakt kopia kan byggas upp av partiklar som redan fanns på plats på det andra stället. Det innebär alltså inte att materia eller energi förflyttas från en plats till en annan - det enda som flyttas är information.
Kvantteleportering har genomförts för att flytta information om enstaka fotoner och atomer, och även om teorin gäller för mer komplexa system är det mycket svårt att genomföra kvantteleportering av dessa i praktiken.
År 1997 lyckades två grupper av fysiker utföra den första lyckade kvantteleporteringen av en foton. Den ena gruppen av fysiker leddes av Anton Zeilinger,
och den andra av Fransisco De Martini.
Kvantsammanflätning är ett beroende mellan två partiklar som befinner sig i ett gemensamt kvantmekaniskt tillstånd. När den ena partikeln byter sitt spinn, följer den andra också med, och byter spinn direkt. Avståndet mellan de två partiklarna påverkar inte fenomenet (de kan vara hur långt ifrån varandra som helst). När denna konsekvens av kvantmekaniken först påpekades av Albert Einstein, Boris Podolsky och Nathan Rosen 1935 var syftet att visa att kvantmekaniken är en ofullständig teori, att det måste finnas någon dold information (som kvantmekaniken har missat) som följer med respektive partikel. Emellertid kunde John Stewart Bell 1964 bevisa ett teorem som gjorde det möjligt att experimentellt motbevisa förekomsten av sådan dold information.
Det längsta avståndet som man lyckats utföra en kvantteleportering på är 143 km mellan två av Kanarieöarna. Kvantteleportering skulle kunna användas för till exempel krypterad överföring av information. Man måste dock komma ihåg att kvantteleportering i praktiken ännu bara fungerar för enstaka kvantbitar.